# MIXIM☆11
『MIXIM☆11』（ミクシム☆イレブン）は安西信行による日本の漫画作品。『週刊少年サンデー』（小学館）にて、2008年21・22合併号から2011年10号まで連載された作品。単行本は全12巻。

## 概要
連載開始時のタイトルは『MiXiM♀12』（ミキシム★トゥエルヴ）だったが変換時に「身軋む」と出るのが縁起悪いとの理由で変更された。作者名は安西信行と元アシスタントである野坂尚史（2008年33号以降は野坂恒にペンネームを変更）との連名による「安西信行野坂尚史」であったが、同年33号からタイトルが変更され、作者名は「安西信行☆野坂恒」となった。しかし、ネット上で間違いの情報が記載されるなど誤解を招いてしまったため「安西信行」とした。単行本の1巻は「安西信行☆野坂恒」名義となっている。「MÄR」の連載終了後、無期限休筆を宣言した安西信行だったが、2年経て再び連載を開始した。「MIXIM」はMIXとMIXを合わせた造語で、色々な要素のMIXという意味合いがある。今までの安西作品のMIXでもあり、1巻は「R・PRINCESS」、2巻以降は「烈火の炎」の要素がある。話数カウントは「Mix.○」。
安西によると、本作の制作中にHelloweenの楽曲「The Saints」に「何となく宇宙を感じ」、曲が「あまりにもカッコいい」ため、本作のイメージソングであると勝手に考えていたという。

## あらすじ
見た目は悪くないのになぜか破滅的にモテない3人組の男子高生が、ある夜にカルミナと名乗る女性に出会い、自分たちが北極星の王子候補者だった真実を知る。王子には一生モテない魔法が王様によって掛けられていた。しかし、その魔法が効果を成さない12人の女の子がいた。王子は彼女たちにだけはモテるとのことだが、次第に自分たちの命を狙うビッグバンØとの戦いに身を投じる。

## 用語
星の加護（ほしのかご）
自身の「大切なモノ」に12星座により力を注ぎ込んで、固有の能力を持つようになる。
NØVA（ノヴァ）
それぞれの星座に存在する巨大なエネルギーを受け取り、星の加護の力をより強力なものにする。
単行本ではノウヴァと表記されていたが、新装版にてノヴァに変更されている。

## 登場人物

### 北極星の王子候補者
祭 壱松（まつり いちまつ）
三人のモテない主人公のうちの1人。高校1年生。王子候補の印は左腕に刻まれている。
学校でも有名な不良。喧嘩がめっぽう強い代わりに頭がとても悪い。惚れた女性に次々とラブレターを出してアプローチしているが、ことごとく玉砕。その柄の悪さと相まって、女子からの受けは非常に悪い。見た目に似合わず可愛い物を好み、ファンシーなグッズを多数所持している。幼馴染の神矢弓には特別な感情を抱いており、すべてが終わって地球に帰ってきた後に告白。見事に結ばれた。
5つの指人形たち
カルミナによって星の加護を与えられた指人形。1体ずつ個別の能力を持っている。ちなみにこの指人形を作ったのは弓であり、名前をつけたのは壱松である。
トンガリ
射手座（サジタリウス）の加護が込められた指人形。
5つの指人形のうち、1番初めに目覚めた。明るく無邪気な性格。DODO戦で一度死んでしまったが、D・O・Gの能力によって過去に渡った際に出会った紫桜の力によってパワーアップして復活した。
基本能力「豪力（ストロンガリ）」
壱松の腕力を向上させるだけのシンプルな能力だが、ほぼ素手で戦う壱松にとっては最も重要となる能力である。
NØVA「ケイローン」
中空から三日月を模した巨大な弓が現れ、トンガリに似た巨大な矢を放つ。星座から借り受けた力が切れるまでは追撃も可能である。
Mr.ダンディ
水瓶座（アクエリアス）の加護が込められた指人形。
5つの指人形のうち、2番目に目覚めた。星座の力に関する知識を有し、感知能力に長けている。壱松には最初Mr.パンティと呼ばれていた。言葉の節々に英語を織り交ぜて喋り、キレた時には放送禁止用語を連発する。
基本能力「武具化（ダンディズム）」。
手にした物を硬化、および適切な形に加工することができる。
NØVA「ガニュメデス」
大量の水が入った瓶を掴んだ怪鳥を召喚し、相手の頭上に瓶を落とす。
福レオ（ふく-）
獅子座（レオ）の加護が込められた指人形。
5つの指人形のうち、3番目に目覚めた。壱松のように真正面から相手にぶつかる性格。
基本能力「片翼鳥（フライング・ヴイ）」
壱松の左肩に翼に似た機械を装備させ、飛行能力を与える。コミックスでは「飛行少年（フライング・ブイ）」だったが修正された。
NØVA「レグルスの牢獄」
相手を岩山に同化させ閉じ込める。福レオが進化した「れぐるす」が相手を飲み込み地面に排泄するという過程から、敵からも味方からも「酷い技」と呼ばれている。
D・O・G（デス・オア・グローリー）
牡羊座（アリエス）の加護が込められた指人形。
5つの指人形のうち、4番目に目覚めた。思慮深い性格で、常に丁寧語で話す。
基本能力「死か栄光か」
今、自分にとって最も行くべき場所・時間に移動する能力。時空をも越えられる力だが、能力を使えるのはたったの2回だけであり、200分以内に「栄光」を手に入れて元の場所に戻らないとペナルティーとして次元に押しつぶされて死んでしまう。
NØVA「ハマルの煙」
少しの間ではあるが宇宙空間に耐えられる体になる。
屍（しかばね）
山羊座（カプリコーン）の加護が込められた指人形。
5つの人形のうち、最後に目覚めた。壱松いわく「ちょっとヤバい奴」。最初は壱松が死んでから力を貸そうとした。口調も悪く、大声でたたき起こした壱松に悪態をついていた。
基本能力「屍」
複数の物を1つにする能力。
NØVA「融合 (MIXIM)」
「屍」の力が極限まで高まったものであり、星座の力をも融合させることができる。
参宮橋 竹蔵（さんぐうばし たけぞう）
三人のモテない主人公のうちの1人。高校1年生。王子候補の印は足に刻まれている。
漫画・プロレス・メタル・ゲームなどが大好きなオタク。現実世界で力を出すのは無意味だと思っており、やる気を出すのは空想世界だけで良いと考えているクールな性格だが、仲間が窮地に陥ったときには自ら助けに行ったりとたまに熱くなったりもする。
好みの女の子（二次元、三次元を問わず）を見ると鼻血が出てしまう体質。ゲームセンターで出会ったおさげ髪の女の子（竹蔵曰く「ゲーセンの君」）に恋をしているが、それが同じクラスの九條真央であることには最後まで気づかなかった（但し、体は反応しており、真央を前にすると鼻血が出る）。ゲームセンターでは$LUCKY（ドルラッキー）としてかなり有名なゲーマーである。
ゲームで自身が使う技の名前は全て数字に絡めてつけている。安西曰くイメージはYASUとのこと。
竹蔵のゲーム機 (PSP)
カルミナによって蠍座（スコーピオン）の加護が込められている。敵を探知できるレーダーのような機能を持つほか、「デビロック」というゲーム内のキャラクターを召喚することができる。
基本能力「ゲームキャラクターの召喚、使役」
デビロック
殺人的な難易度で知られるゲーム、「デビロック」の主人公。数百人もの雑魚を一瞬で蹴散らす「666砲（トリプルシックス）」を使えるが、一度撃つとMP切れになってしまう弱点を持つ。もう一度撃つためには「デビロック」に出てくるレアモンスターがたまにドロップする回復アイテムを集めなければならず、竹蔵いわく三日徹夜する必要があるとのこと。
百手百足
同じく「デビロック」に登場するキャラクター。中ボスだが、攻略サイトにおいてプレイヤーが必ず行き詰ってしまうと言われるほど強く、「デビロック」が殺人的難易度と呼ばれる所以の1つとされている。百本の腕のうちどれを動かすかを竹蔵が正確に操作することにより、鉄壁の防御を展開する。必殺技は百本の手すべてで相手を弾き飛ばす「百座の祓（ひゃくざのはらい）」。
NØVA「シャウラ」
非常に陽気な性格の怪物を召喚。他の媒体に憑依させることでその媒体をパワーアップさせる。
春野 小梅（はるの こうめ）
三人のモテない主人公のうちの1人。高校1年生。王子候補の印はお尻に刻まれている。
超がつく天才児だが、かなりの泣き虫。人に頼まれると断れない性格であり、頼られることを嬉しく思っている節もある。そのため一部から便利屋扱いされることも。
普段はしっかりものだが、母性を感じる過剰な刺激を受けると暴走し赤ん坊化してしまう。これは、幼少期に親が仕事か何かで海外に行ってしまったことによる寂しさへの反動らしい。彼こそがポラリスの王子であり、終盤コカブに連れ去られる。その後助け出され、最終回で壱松の告白を恋と共に見守っていた。
キグルミ
カルミナによって天秤座（ライブラ）の加護が込められている。
基本能力「なりきり」
キグルミを着ることで、そのキグルミに合った能力が強化される。犬のキグルミを着ているときは嗅覚・聴覚が優れ、怪獣のキグルミを着ているときは野生的になる。
NØVA「アストライアーの審判」
天秤のような二つの皿を持った女神の石像「アストライアー」を召喚し、小梅と相手の体から出た魂を秤に乗せて審判を行う。審判の内容は毎回変わるらしい。敗訴した者には罪の重さ分の雷「天秤天誅」が天秤座から落とされる。三日に一回しか使えない。
京乃 歌丸（きょうの うたまる）
四人目の王子候補。本来は補欠の存在だったが、野心を持ち、ライバルである壱松達を殺すために十三、音色と共に学校へと転校してきた。王子候補の印は左腕にある。
転校初日に女子生徒の机に薔薇を仕込んだり、口説き文句を言うなどと軟派な性格である。女性には優しい一方、男が顔を触ったら死刑というフェミニスト。加えてナルシストの面も多少ある。
ワインとグラス
魚座（ピスケス）の加護が込められている。
基本能力「アクアハンマー」
ワインを注いだグラスに浮かぶ照準を合わせた地点に水柱を出現させ、その水柱から多数の水塊を飛ばすことができる。
NØVA「双魚アルレシャ」
エサの体液を残らず吸い取り、肉を一片も残らず食い散らかす2匹の怪魚を召喚する。2匹の怪魚はエサが完全消滅するまで術者の意思に関係なく空中を泳ぎ続ける。

### 12星座の少女達
神矢 弓（かみや ゆみ）
射手座（サジタリウス）（サジタリウス）の少女。「射手座」の紋章の箇所は胸元にある。高校1年生。
壱松の幼馴染で、彼に想いを寄せている。容姿は美少女だが、男物のパンツを着用していたり、ケータイのストラップが麻雀の牌や点棒だったりと、可愛い物好きな壱松とは対極の、オッサンのようなセンスをしている。成績は低空飛行。喧嘩ばかりする壱松のお守りとしてトンガリを作った。
D・O・Gの力で壱松が過去へやって来たとき彼の壊れたトンガリの代わりのお守りとして新たなトンガリを作り壱松にあげた。その時に現在の壱松に一目惚れする。
壱松達が地球に帰ってきた後に、壱松から告白され、その告白を受け入れ結ばれた。
片山 恋（かたやま れん）
天秤座（ライブラ）の少女。「天秤座」の紋章は左手の甲にある。高校1年生。
何故か小梅に壱松から貰った犬のキグルミを着せ、小梅の事を「お兄ちゃん」と呼ぶ。容姿はおっとりとしていて語調も緩やかである。
引っ込み思案な性格の所為で高校入学以来クラスの誰とも打ち解けられず（唯一話せる小梅ともクラスが違う）思い悩んでいたが、ヴァルカンに襲われた際に弓と真央に助けられて以来、彼女等と友達になる。
小梅との関係は当初から良好だった為、序盤以降は小梅との絡みは殆ど無いものの最終回においてもいい感じの仲であった。
九條 真央（くじょう まお）
水瓶座（アクエリアス）の少女。「水瓶座」の紋章の箇所は不明。高校1年生。
竹蔵らのクラスの委員長。だが、プライベートではゲームセンターに行くなど、委員長キャラとは反対の趣味を持つ。ゲームセンターで竹蔵が$LUCKY（ドルラッキー）という異名を使っていることを知っている。容姿は美人だが他の生徒からは老けて見られている（竹蔵は彼女の事を先生と言った）。プライベートでは髪をおさげにする事が多く、印象が普段と全く変わってしまう為、竹蔵は最後の最後までゲーセンの彼女の正体に気付くことはなかった。とは言え、真央自身も竹蔵には気がある上、決戦前の一時を一緒に（恋も居たが）過ごした事もあってか、良い関係にはなっている模様。最終回では竹蔵に自分がゲーセンの少女と同一人物であることに早く気付いて欲しがっていた。
高屋敷 桃子（たかやしき ももこ）
双子座（ジェミニ）の少女。「双子座」の紋章の箇所は左目。高校1年生。
壱松らのクラスメイトだが、学校内ではできるだけ目立たないように、外見も地味なものにしている。殺気、闘気を消すことで、ヴァルカンに気づかれることはなかった。他の12星座の女と違い、格闘に長け、壱松を圧倒するほどの強さを秘めている。十三に好意を持っている。
かつて赤子で孤児である彼女が預けられていた施設で、壱松達を地球に連れてきた男に出会い、養子として引き取られて、自分や壱松達の身を守れるようにと、強く育てられた。
惑星コカブで父・紫桜が見守る中アラクネと対峙する。体の中に寄生虫を入れられる圧倒的不利な状況から捨て身のNØVAで勝利を収めた。
屍の力を使うときに真っ先に壱松に双子座の力を差し出した。
地球に帰った後、人生最初のわがままとして紫桜と共に世界一周旅行の旅に出た。
口紅
双子座（ジェミニ）の加護が込められている。
基本能力は「紅魔法（ルージュ・マジック）」。体の一定ポイントに紅を入れる事で、能力や人格を変化させる。唇に入れると武闘派になり、尻に入れると不思議ちゃんになる（学校内ではこの状態である）。
NØVAは「燃え焦がれる抱擁」。火薬の姉と火の弟の姉弟が出現して、対象に抱きつき大爆発を巻き起こす。

ステラ
牡牛座（タウルス）の少女。「牡牛座」の紋章の箇所は首にある。イタリア人。
ヴァルカンに殺された。
静蕾（じんれい）
乙女座（ヴァーゴ）の少女。「乙女座」の紋章の箇所は右腕にある。中国人。
ヴァルカンに殺された。後にステラと共に霊体となって市松の前に現れ、弓達の命が狙われている事を告げる。
山口 紅子（やまぐち あかこ）
蟹座（キャンサー）の少女。「蟹座」の紋章の箇所は首にある。
一話と最終回にのみ登場。壱松に興味を持っている様子。

### ビッグバンØ（ゼロ）

#### Ø（ゼロ）
過去にコカブを滅ぼしかけた化け物。その圧倒的な力より過去のビッグバンØに半分に分けられることによって封印された。半分は、王女として崇め、もう半分は12の難行のゼロになった。「クォーク」という封印を解く言葉をゼロと王女が聞き復活した。コカブを覆っていたオーラは北極星の影に隠れていたのが原因ではなく、このØがコカブを内部から腐らせていたのが原因である。

#### 王女クォーク
見た目は小さい少女で、黒いドレスのような服を着ていて、頭にリボンを付けている。しかしそれは仮の姿であり、Øを封印するための半身。普通は何もできない少女だが、他人に触られると自分でもコントロールできない「力」で暴れ回る。その力はSHADOW-MATTERでも3人がかりで30日間でないと抑えることが出来ない。その力を抑え込まないと王女の暴走で星1つが消滅する。パンドラが、「眠れる獅子」と言うことなどから、その圧倒的な力がわかる。終盤、半身であるゼロと再会したことで化け物と変貌。宇宙へと旅立つ。しかし最後は壱松と弓の大技によって討たれ、消滅した。

#### 影炎（カゲロウ）
下記の四人で構成される特殊部隊。単行本ではSHADOW-MATTER（シャドー・マター）という名称だった。
パンドラ
上級階級。影炎の1人。長髪で関西弁、黒い翼で空を飛ぶ。冷酷に自分の使命を果たすが、内心では自分の行動に迷いを覚え、共に歩む家族を望む人情家。
幼少期はコカブの奴隷だったが、同じく奴隷であったヘイガーに出会い当時から特別力を持っていたヘイガーに師事。10年間で十分な力を手に入れBBØに対し革命を起こした（ヘイガーに「10年で俺は化物を起こした」と言わしめた）。当時のBBØを根底から立て直しSHADOW-MATTERのリーダーとなった。ヘイガーは唯一の家族と呼べるほど仲が良く、DODOに食い殺されたときはかなり悲しんでいた。そのため強い絆で繋がれている壱松たちを羨ましく思っている。
雷を扱うことができる。その力は12の難行のヒッポリーの扱う雷とは比べ物にならない威力を持っている。
黒い衣装と仮面は同作者作品烈火の炎の紅麗に似ているが、本人は烈火の炎のJOKERやMÄRのナナシの焼き直しのようなキャラクターである。上記の2キャラと同じく眼をモチーフにした武器を持っている。
BBØ最後の砦として壱松達の前に立ちふさがる。壱松、竹蔵、桃子、紫桜を終始圧倒するが4人の連携の末に壱松の射手座＋竹蔵の蠍座、2つの合体NØVA「777発の蠍の矢」によって討たれる。途中、アラクネの助けにより一命を取り留めるが戦意喪失する。
命がけで自分を助けたアラクネとネメシスを見て自分の過ちに気付く。
屍が力を使うときには壱松を激励しつつ乙女座の加護を差し出した。
全てが終わり、コカブに光が戻った後、仲間達と共にコカブを復興させるために動き始める。
大きな眼をつばにした剣
乙女座（ヴァーゴ）の加護が込められている。
基本能力として相手を消し去ることが可能。
NØVA「イシュタルの刃」。重力を自在に操ることができる。

アラクネ
上級階級。影炎の1人であり紅一点。パンドラに好意を持っている。喜怒哀楽の差が激しく、怒り出すと周りが見えなくなるが、コカブやパンドラのために戦うことを思い出すと冷静さを取り戻す。自分自身では戦わない主義で、寄生蟲を人に埋め込み、宿主の生気で成長し化獣（バケモノ）へと変貌させて暴れさせる『獣使い』。壱松曰く「ちょっとカワイイ」。ネメシスと共に、子供の頃にパンドラに拾われた。
コカブに攻め込んだ桃子と戦い、桃子の燃え焦がる抱擁で敗北する。自分を生かした桃子に激昂するが亡きヘイガーの魂から自分が何をするべきか悟りパンドラの元へ向かい、壱松の射手座＋竹蔵の蠍座の合体NOVAを受け切ろうとしたパンドラを救う。
全てが終わった後、コカブの復興を目指すパンドラにアタックを試みるが見事にかわされている。
ザギ
上市に埋め込んで成長した化獣（バケモノ）。トンガリのケイローンで貫かれ、我を忘れてパンドラに襲い掛かったため消滅させられた。

DODO（ドゥードゥー）
上級階級。影炎の1人。体が丸く、全体的にピエロのような見た目をしている。通称「過食過殺のDODO」。弱点は水。仲間ですら食してしまう野獣で、ヘイガーを殺したのも彼。壱松たち6人を相手に片手だけで圧倒し、壱松のトンガリを破壊したが、D・O・Gによりパワーアップしたトンガリを持つ壱松に圧倒され、最後はアラクネに操られた歌丸が出現させた水柱によって消滅した。
ネメシス
上級階級。影炎の1人。腰に龍のようなベルトをしている。冷静で礼儀正しい。アラクネをなだめるなど、落ち着いた印象がある。Mrダンディ曰く「存在している気配すら無い」。アラクネと共に、子供の頃にパンドラに拾われた。パンドラ達を救うためクォークにロックユーを多用し、その反動で消滅した。
七つの鍵番人（ロックユー）
相手の体に鍵をつけ、自由を奪う。1本鍵を使うごとに、肉体年齢が2つ逆流する。

ヘイガー
故人である上級階級。アラクネとネメシスが加入する前にいた影炎の1人。通称「爆砕のヘイガー」。パンドラやステュムの師匠。過去はパンドラと同じくコカブの奴隷だったが、パンドラとともに革命を起こして影炎となった。アラクネとネメシスの入隊テストで彼女達の相手をし、アラクネに重傷を負わされる。彼女との再戦を願うも、日頃からヘイガーの態度にイラついていたDODOに捕食され死亡した。

#### 12の難行
DODOが地球に連れて来た凶悪な宇宙犯罪者たち。ネイアー・クレタ・ケベロス・ヒッポリー・ゼロの5人は12の難行の最凶本隊で、難行不落とも呼ばれている。Øが復活した際、ゼロを除く生存しているメンバーは全員、壱松たちの味方として参戦した。

##### 先遣隊
ヴァルカン
12の難行の1人。顔の右側にヒビのような刺青をした大男。血が緑色。殺しに快楽を見出しており、途中で邪魔されるのが嫌いである。星蛇の鱗と呼ばれる毒を塗ったナイフ状の武器を身体から作り出す。壱松の力を試すためにパンドラ達が送り込んだ刺客で、ホピと共に地球にやって来た。イタリア・中国で2人の十二星座の少女を殺害し、日本でさらに四人の犠牲者を出していた。弓を痛めつけたが壱松によって止められ、Mr.ダンディの能力で作り出したスプーンの武器で倒された。ホピを助けようとしたのかティアマトの口の中に入り、共に食べられてしまった。ヒッポリーとは兄弟と呼び合う仲。
星蛇の尾針（せいじゃのびしん）
右腕に無数の星蛇の鱗を生やして纏う。
星蛇の吐息（せいじゃのといき）
掌からエネルギーを放出する。

ヒュドラ
12の難行の1人。身体中に触手を持つ大柄な男。粗暴で荒くれ者。拷問マニア。その触手を操って攻撃する。小梅の恐竜のキグルミによって敗北する。
アウゲイアス
12の難行の1人。6本腕を持ち、顔に多数の傷がある。その顔に似た物を首飾りに着けている。臆病者で、自身の顔を傷つける自傷癖を持つ。武器はナイフで、自身の腕に対して使い分ける。グランドキャニオンにて観光客を虐殺したが、竹蔵の百手百足の百座の祓に敗北する。
ステュム＝パリデス
12の難行の1人。カラスのような顔をしている細身長身の男。仲間思いの上に、武士道精神にあふれ、敵に対してもキチンと自己紹介をする。そのためペリデスには「このバカ」と言われている。12の難行随一の豪腕を誇り巨大な岩を軽々と持ち上げるほどの怪力と放電能力を持つ。また、蝙蝠のような翼を生やして、飛行することが出来る。故人であるSHADOW-MATTERのヘイガーはステュムの師匠であり、彼を殺したDODOの危険性を壱松達に警告した。
壱松第３の指人形「福レオ」によって敗北。
爆畜（ばくちく）
左手でエネルギーを球体に圧縮して、放り投げると爆発する。
ペリデス
12の難行の1人。そばかすがある小柄な少女。一人称は「僕」と呼んでいる。自分の身体を成人女性や鮫の姿に変身させる能力を持つ。
音色の「砂人形アロア」よって、一本釣りにされ、敗北。
ディオメデス
12の難行の1人。小太りでウサギのような耳を持つ。火の玉を作り出せる事が出来る。ネメアと共に壱松達を襲撃するも壱松に敗北。その後はケベロスに殺される。
ギオ・ロンズ
自分の周りを特大級の火の玉で包み込む。

ネメア
12の難行の1人。巨漢で両肩に角のようなものがある。武器は棍棒。桃子の技「五臨終」によって敗北。

##### 本隊
ネイアー
12の難行の1人。難行達のリーダー。左目から右頬を布で覆っている。実はDODOを監視する為に送り込まれたアラクネの部下で、アラクネのことを「姐さん」呼んでいる。12の難行「最強の男」のようだが、桃子と小梅の父親によって瞬殺されてしまう。周囲が圧倒される中無謀にも挑んみなど、自身の力に過信して軽率な行動をとったと思われたが実は、最初から親父の実力を見抜いており、自分達の悲願達成の為に捨石になる覚悟で隙を生む為に戦いを挑み、消滅しうる中、捨て身のNØVAを発動し、心より慕うアラクネとネメシスを手助けし小梅をさらわせた。
アッティラ
ネイアーが使うNØVA。光の爆発「光爆」を起こす。

クレタ
12の難行の1人。通称「予見師クレタ」、「酔いどれのネクロマンサー」。和服を着た美人で、普段は礼儀正しいが、戦闘中に酒を飲むなど飲兵衛である。常に持っている水晶玉で、相手の情報や位置を把握できる。札を貼り付けた死体を意のままに動かす事ができる。桃子のNØVA（ノウヴァ）によって敗北し、死亡。
ケベロス
12の難行の1人。両脇に異形の顔が二つある人狼。この二つの顔にはそれぞれ別の人格が宿っており、三者の間で「顔面二号」「顔面三号」と呼び合っている。普段は全身を包帯で覆われている。武器は大剣。好戦的な性格で、対象を食べるかバラバラに切り刻む事を好む。十三のNØVA（ノウヴァ）によって敗北し、死亡。
ヒッポリー
12の難行の1人。ウルトラマンのような顔をしている。指先から電流を操り、対象を気絶させたり麻痺させる技を使う。ゼロが生まれる以前からビッグバンØで暴れており、仲間の一人であるヴァルカンとはお互いに兄弟と呼び合う仲。彼との友情度数は年期の差が違う。普段はあまりしゃべらない。難行最年長の415年生きている。小梅のNØVAによって敗北。
ゼロ
12の難行の1人。ピエロのような外見の少年。最凶最悪の難行にして最恐と畏れられるディオメデスが名前を呼ぶ事さえ躊躇う存在。自分の正体が解らず理解したがっており、年相応の無邪気で好奇心旺盛な性格だが、興味が沸いた相手を理解したら、壊してしまうという残忍な性質さがある。武器はハンマー。壱松と遊びによる戦いを繰り広げ、最後は彼の獅子座NØVA（ノウヴァ）によって敗北。
コカブへ出発する壱松たちの前に現れ再戦を要求するが星座の加護を入れ直した壱松に圧倒される。紫桜によって体を小さくされ捕虜という形で壱松と鎖で繋がれるが本人はまんざらでもない様子。クォークの半身で、パンドラがつぶやいた「クォーク」という言葉を聞き、王女と合体し、Øとなる。その後宇宙に旅立つも弓の放ったケイローンに貫かれ、消滅した。
二つの腕輪ラクレス
　自分と相手の手首に片方を着けて、この状態で「ある一定以上のダメージ」を体が感知した時、ランダムに感覚が一つ消える。

#### その他構成員
ホピ
ビッグバンØの一員。ヴァルカンと共に行動しているが、12の難行の正式なメンバーであるかは不明。小人のように背が低い男。念動力を使う。ヴァルカンが敗れた直後に来たパンドラたちに助けを求めるが拒否され、印をつけられてティアマトに食べられてしまった。
くじら座のティアマト
死刑執行獣。100年前ほどにパンドラにくじら座に封印された怪物。SHADOW-MATTERに印をつけられた相手を獲物と見定め、食い殺す。

### その他
カルミナ
北極星からやってきた美女。いつも宙に浮遊している。壱松・竹蔵・小梅に彼らが北極星人であることを明かし、3人のうち1人が王子であることと、12人の女の子のことを教え、ビッグバンØとの戦闘前には3人に星の加護を与えた。
永井 勝巳（ながい かつみ）
高校2年生。壱松達の兄貴分。ワイルドな風貌のプレイボーイ。十三によって半殺し状態にされ病院送りにされる。その後、3人の秘密を知り北極星に関わることを止めたが、3人にはそれを拒まれる。そして、三人が勝巳にこのことを喋ったのは三人が勝巳を『兄貴』と思っていたからだと知り涙を流す。強面の妹、永井アキ子がいる。
十三（じゅうぞう）
歌丸の仲間。薔薇銃士と背中に書かれた特攻服を着た、強面で金髪でロンゲのがたいのいい男。鼻に傷がある。幼少期はポラリスのスラム街で音色と共に過ごし迷い込んできた歌丸とともに兄弟のような絆で結ばれる。酒のボトルに入ったダイエットコーラをよく飲む。永井勝巳を半殺しにし、その仇討ちをしに来た壱松と交戦し勝利するも、その後星の加護により能力を得た壱松に圧倒され敗北。歌丸の放ったMAXアクアハンマーから壱松を守るため盾になろうとしたヒデヨシの姿を、『ナイス根性』と称えた。小梅曰くくさいらしい。DODO戦時に現れた歌丸によって死亡。殺された瞬間歌丸が操られていることに気付き最期は音色に「歌丸をよ、立派な王様にしてやってくれ」と言い残した。音色が歌丸に止めを刺す瞬間バンダナに宿った魂から音色の手を止めさせる。
屍の力を使うとき魂になりながら壱松との約束通り牡牛座の加護を差し出す。
酒ビンとピストルライター
牡牛座（タウルス）の加護が込められている。
基本能力は「FFWF（ファイト・ファイア・ウイズ・ファイア）」。酒ビンの中身を飲み、ピストルライターの火に向かって息を吹きかけることにより業火に変え、相手を丸こげにする程の炎を放つ。
NØVAは「エルナトの猛進」。牡牛座を模したような2本の角を両肩に装備して突進、突き刺す。

音色（ネロ）
歌丸の仲間。小柄で中性的な姿をしているが、その見た目とは裏腹に口が乱暴。幼少期はポラリスのスラム街で十三と共に過ごし迷い込んできた歌丸とともに兄弟のような絆で結ばれる。名前を聞かれても「言わん」と言う事が多く、そのためパンドラとステュム＝パリデスには「イワン」と名前を間違えて覚えられてしまっている。一見クールに見えるが、女性と接した事がないために女性が苦手であり、ペリデスとの戦いでも最初は苦戦を強いられた。
コカブで歌丸と対峙し十三の復讐として歌丸を殺すつもりでいたが、止めを刺す寸前に左腕に巻いていた十三のバンダナに宿った十三の魂に全ての真実を聞かされ、正気に戻った歌丸の手を取り十三のためにもと歌丸と共に王の夢へ再び歩みだす。
屍の力を使うとき素直になりきれずも壱松に蟹座の加護を差し出す。
全てが終わった後、旅に出る歌丸に付き添う気でいたが歌丸の強気の説得に折れて地球に帰されてしまった。
お姫様の人形「砂人形アロア」とおにぎりの手袋「三角の門」
蟹座（キャンサー）の加護が込められている。
人形が持つ基本能力は「砂人形アロア」。口から砂を吐き出して流砂を作り出して、相手を地核まで引き摺り下ろす。また、自分自身を一時的に地中に潜る事が出来る。E（エンター）・サンドマンという口から複数のお面のような砂の塊を打ち出す技を使う。髪を自在に伸ばすことが出来る。
手袋が持つ基本能力は「三角の門」。物体を一時的に異空間に転送する能力。ただし、空間放置が三時間を超えると、ネロ本人でも送り込んだ物を見つけられなくなる。
NØVAは「神刀アクベンス」。巨大な蟹を呼び出し、右手に全てを切り裂く神刀アクベンスを宿らせる。発動の際、アロアを左手に持ちかえる。

紫桜（しざくら）
桃子のことを強く育てた父親。壱松と竹蔵と小梅をポラリスから地球に連れてきた人物。壱松が8年前に行った時、新しいトンガリに星の加護を入れた人物。パンドラと同等の力を持つと言われている人物。パンドラは小梅が生まれる前からの友人。ネイヤーがNØVAで襲いかかった時、片手で制した。ポラリスの王で、小梅の実の父親。桃子からはオヤジと呼ばれる。
柴田 ヒデヨシ（しばた - ）
歌丸の仲間。ただし北極星とは全く関係のない普通の人間で、歌丸達をただの不良だと思っていた。ランニングを眠くなったから中断するなど自分に甘い性格である。壱松達と歌丸一行の戦いに巻き込まれて以降、壱松も「アニキ」と慕うようになる。
上市（かみいち）
真央の中学時代の先輩。イケメンだが女たらしで、何人もの女性と付き合っている上に、彼女達を遊び道具程度にしか思っていない。しかし中学時代に彼の言葉で自信を持てた真央にとっては良き先輩であり、真央曰く「いい所もあった」。アラクネに蟲を体に入れられ化獣（バケモノ）ザギにされるが、ザギが倒されたことにより元に戻り、生還した。その後は改心し、巻末おまけ漫画によると「彼女」達に償う金を稼ぐ為に執事喫茶のバイトを始めたとの事。
オルス大佐 (-たいさ)
北極星自衛軍所属の軍人。王女を連れて行こうとするも部下が彼女に触れてしまい、仲間もろとも爆死した。
アシュバ
コカブの境界門を守る番人。見た目はボロ布を纏い杖をついた老人。壱松達をコカブへとそのまま迎え入れた。酒好き。

## 書誌情報
- 安西信行『MIXIM☆11』小学館〈少年サンデーコミックス〉、全12巻
  1. 2008年10月22日[11]初版発行(2008年10月17日発売)[12]、ISBN 978-4-09-121498-0
  2. 2008年12月23日[13]初版発行(2008年12月18日発売)[12]、ISBN 978-4-09-121557-4
  3. 2009年3月23日[14]初版発行(2009年3月18日発売) [12]、ISBN 978-4-09-121617-5
  4. 2009年6月23日[15]初版発行(2009年6月18日発売) [12]、ISBN 978-4-09-122019-6
  5. 2009年9月22日[16]初版発行(2009年9月17日発売) [12]、ISBN 978-4-09-121748-6
  6. 2009年12月23日[17]初版発行(2009年12月18日発売) [12]、ISBN 978-4-09-122030-1
  7. 2010年3月23日[18]初版発行(2010年3月18日発売) [12]、ISBN 978-4-09-122188-9
  8. 2010年6月23日[19]初版発行(2010年6月18日発売) [12]、ISBN 978-4-09-122330-2
  9. 2010年8月23日[20]初版発行(2010年8月18日発売) [12]、ISBN 978-4-09-122509-2
  10. 2010年11月23日[21]初版発行(2010年11月18日発売) [12]、ISBN 978-4-09-122667-9
  11. 2011年2月23日[22]初版発行(2011年2月18日発売) [1][12]、ISBN 978-4-09-122788-1
  12. 2011年4月23日[23]初版発行(2011年4月18日発売)[1][12]、ISBN 978-4-09-122855-0

- 安西信行『MIXIM☆11』小学館〈少年サンデーコミックススペシャル〉、全6巻

新装版は刊行にあたり、多くの台詞が変更されている。
- 1. 壱 2015年1月21日初版発行[25]、(2015年1月16日発売) ISBN 978-4-09-125718-5
  2. 弐 2015年2月23日初版発行[26]、(2015年2月18日発売) ISBN 978-4-09-125719-2
  3. 参 2015年3月23日初版発行[27]、(2015年3月18日発売) ISBN 978-4-09-125720-8
  4. 四 2015年4月22日初版発行[28]、(2015年4月17日発売) ISBN 978-4-09-125736-9
  5. 伍 2015年5月23日初版発行[29]、(2015年5月18日発売) ISBN 978-4-09-125737-6
  6. 六 2015年6月23日初版発行[30]、(2015年6月18日発売) ISBN 978-4-09-125738-3

## 展開等
- 単行本1巻発売時に2話までの紹介PVが公開された[31]。
- サンデーVSマガジンTCGのブースターパック第5弾に本作のカードが収録された[32]。
- 単行本では毎回直筆イラスト色紙やサイン入り複製原稿等のプレゼント企画が行われた。
- 安西のブログによるとアニメ化企画が持ち上がるも実現することはなかったという[33][信頼性要検証]。
- 連載終了後、2019年8月5日から2022年1月3日まで、スマートフォン用コミックアプリの『サンデーうぇぶり』にてリバイバル連載がなされていた。